# Kamnje, Bohinj
Kamnje so naselje v Občini Bohinj.